# EchoStar II
O EchoStar II foi um satélite de comunicação geoestacionário estadunidense que foi construído pela Lockheed Martin. Ele esteve localizado na posição orbital de 148 graus de longitude oeste e foi operado pela EchoStar. O satélite foi baseado na plataforma AS-7000 e sua expectativa de vida útil era de 12 anos. O mesmo saiu de serviço no dia 14 de julho de 2008 após sofrer uma falha total.

## Lançamento
O satélite foi lançado com sucesso ao espaço no dia 10 de setembro de 1996 às 00:00 UTC, por meio de um veiculo Ariane-42P H10-3 lançado a partir do Centro Espacial de Kourou, na Guiana Francesa. Ele tinha uma massa de lançamento de 2 885 kg.

## Capacidade e cobertura
O EchoStar II era equipado com 16 transponders em banda Ku para cobrir o território continental dos Estados Unidos.